# Paraíso (Santa Catarina)
Paraíso  este un oraș în Santa Catarina (SC), Brazilia.